# Psychotria samarensis
Psychotria samarensis är en måreväxtart som beskrevs av Elmer Drew Merrill. Psychotria samarensis ingår i släktet Psychotria och familjen måreväxter. Inga underarter finns listade i Catalogue of Life.